# Vladica Kovačević
Vladimir „Vladica” Kovačević (în sârbă Владимир „Bлaдицa” Ковачевић; n. 7 ianuarie 1940, Ivanjica⁠(d), Regatul Iugoslaviei – d. 28 iulie 2016, Belgrad, Serbia) a fost un fotbalist sârb care a jucat pentru naționala Iugoslaviei la Campionatul Mondial de Fotbal 1962. A ajuns cu FK Partizan până în Finala Cupei Campionilor Europeni 1966, fiind și golgeterul competiției din acel an înscriind 7 goluri, la fel ca și Mazzola și Puskás. A antrenat-o pe Olympique Lyon timp de doi ani.